# إيان والكر
إيان مايكل والكر (بالإنجليزية: Ian Walker)، من مواليد 31 أكتوبر 1971 في واتفورد في إنجلترا، لاعب كرة قدم إنجليزي.
بدأ مسيرته الكروية مع نادي توتنهام هوتسبير في عام 1989، ولعب معهم حتى عام 2001، وشارك معهم في 260 مباراة، وفي عام 1990 أعير إلى نادي أوكسفورد يونايتد، ولعب معهم مباراتين، وفي عام 1990 أعير إلى نادي إيبسويتش تاون، وفي عام 2001 انتقل إلى نادي ليستر سيتي، ولعب معهم حتى عام 2005، وشارك معهم في 140 مباراة، ومنذ عام 2005 وهو يلعب مع نادي بولتون واندررز.
و قد لعب مع منتخب إنجلترا لكرة القدم بين عامي 1996 و2004، وشارك معهم في 4 مباريات.

## وصلات خارجية
- إيان والكر على موقع الاتحاد الدولي (مؤرشف)  (الإنجليزية)
- إيان والكر على موقع قاعدة بيانات كرة القدم.إي يو (الإنجليزية)
- إيان والكر على موقع ناشيونال فوتبول تيمز (الإنجليزية)
- إيان والكر على موقع Soccerbase.com (لاعب) (الإنجليزية)
- إيان والكر على موقع عالم كرة القدم.نت (الإنجليزية)